# Temes megye községeinek listája

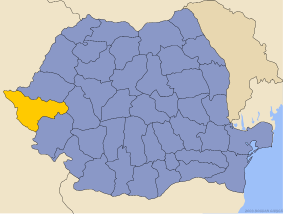
Temes megye elhelyezkedése Romániában

Ez a lista  Temes megye községeit sorolja fel a magyar elnevezés ábécésorrendjében.
| Magyar név       | Román név              | Terület (km²) | Lakosság 2011-ben (fő) | Községközpont    | Beosztott falvak                                                                     |
| ---------------- | ---------------------- | ------------- | ---------------------- | ---------------- | ------------------------------------------------------------------------------------ |
| Aga              | Brestovăț              | 103,18        | 674                    | Aga              | Kizdia, Lukarec, Temeshódos, Tésfalu                                                 |
| Bálinc           | Balinț                 | 55,60         | 1596                   | Bálinc           | Fadimák, Nagybodófalva, Vásáros                                                      |
| Bánlak           | Banloc                 | 125,87        | 2631                   | Bánlak           | Karátsonyifalva, Karátsonyiliget, Partos                                             |
| Barafalva        | Bara                   | 70,67         | 388                    | Barafalva        | Bégalaposnok, Bégapata, Dobrosd, Radmanóc                                            |
| Barnafalva       | Bârna                  | 78,62         | 1640                   | Barnafalva       | Borzasfalva, Bottyánfalva, Derenyő, Györösd, Pogányfalva, Szárazány                  |
| Bégamonostor     | Mănăștiur              | n.a.          | 1658                   | Bégamonostor     | Hosszúremete, Maroserdőd, Topla                                                      |
| Bégaszentmihály  | Sânmihaiu Român        | 75,26         | 6121                   | Bégaszentmihály  | Németszentmihály, Ötvény                                                             |
| Belence          | Belinț                 | 50,94         | 2789                   | Belence          | Babsa, Grúny, Kiszető                                                                |
| Bethlenháza      | Bethausen              | n.a.          | 3057                   | Bethlenháza      | Gutonya, Kladova, Klicsó, Lőkösfalva, Nőrincse                                       |
| Billéd           | Biled                  | 55,00         | 3294                   | Billéd           | -                                                                                    |
| Birda            | Birda                  | 68,68         | 1846                   | Birda            | Berekutca, Monostorszentgyörgy, Tárnokszentgyörgy                                    |
| Boldor           | Boldur                 | 84,88         | 2439                   | Boldor           | Szinérszeg, Temesforgács, Zsábár                                                     |
| Bozsor           | Traian Vuia            | 69,76         | 2059                   | Bozsor           | Bégaszederjes, Bégaszuszány, Kisszécsény, Kisszurdok, Zsuppány                       |
| Bükkfalva        | Bucovăț                | 29,88         | 1601                   | Bükkfalva        | Újbázos                                                                              |
| Csatád           | Lenauheim              | 112,75        | 5109                   | Csatád           | Bogáros, Garabos                                                                     |
| Csene            | Cenei                  | 60,13         | 2670                   | Csene            | Papd                                                                                 |
| Csukás           | Știuca                 | n.a.          | 1813                   | Csukás           | Dragomirest, Krassógombás, Ollóság                                                   |
| Daruvár          | Darova                 | 104,59        | 3049                   | Daruvár          | Krassóhodos, Magyarszákos                                                            |
| Denta            | Denta                  | n.a.          | 2982                   | Denta            | Berestye, Kisomor, Omor                                                              |
| Fény             | Foeni                  | n.a.          | 1737                   | Fény             | Torontálkeresztes                                                                    |
| Ferde            | Fârdea                 | 131,06        | 1750                   | Ferde            | Drágfalva, Galadna, Galadnabánya, Hegyeslak, Kismutnok, Zold                         |
| Gavosdia         | Gavojdia               | 69,09         | 3034                   | Gavosdia         | Lugoshely, Szilváshely, Zséna                                                        |
| Gilád            | Ghilad                 | 114,28        | 2078                   | Gilád            | Gád                                                                                  |
| Gizellafalva     | Ghizela                | 92,07         | 1155                   | Gizellafalva     | Hosszúág, Panyó, Sziklás                                                             |
| Gyér             | Giera                  | 91,00         | 1239                   | Gyér             | Csávos, Tógyér                                                                       |
| Gyertyámos       | Cărpiniș               | 4,15          | 4477                   | Gyertyámos       | Kisjécsa                                                                             |
| Győröd           | Ghiroda                | 34,15         | 6200                   | Győröd           | Kisgyarmatapuszta                                                                    |
| Gyüreg           | Giroc                  | 40,89         | 8388                   | Gyüreg           | Tesöld                                                                               |
| Hidasliget       | Pișchia                | 123,60        | 3051                   | Hidasliget       | Alsóbencsek, Felsőbencsek, Temesmurány, Újszolcsva                                   |
| Hosszúszabadi    | Ohaba Lungă            | n.a.          | 1084                   | Hosszúszabadi    | Dobosd, Jerce, Rácszabadi                                                            |
| Igazfalva        | Dumbrava               | 56,67         | 2659                   | Igazfalva        | Bukovec, Rekettyő                                                                    |
| Kastély          | Coșteiu                | 84,12         | 3635                   | Kastély          | Bégahosszúpatak, Bégakörtés, Lugosegres, Szapáryfalva                                |
| Kisbecskerek     | Becicherecu Mic        | 52,64         | 2853                   | Kisbecskerek     | -                                                                                    |
| Kisősz           | Gottlob                | 39,85         | 2041                   | Kisősz           | Vizesd                                                                               |
| Kőfalu           | Pietroasa              | 156,46        | 1120                   | Kőfalu           | Felsőgörbed, Forrásfalva, Ruszkatő                                                   |
| Kricsó           | Criciova               | 50,51         | 1587                   | Kricsó           | Cserestemes, Kiscseres, Zsidóvár                                                     |
| Kurtya           | Curtea                 | 44,39         | 1193                   | Kurtya           | Kossó, Homapatak                                                                     |
| Liebling         | Liebling               | 82,26         | 3723                   | Liebling         | Józsefszállás, Temescserna                                                           |
| Lovrin           | Lovrin                 | 57,63         | 3223                   | Lovrin           | -                                                                                    |
| Lugoskisfalu     | Victor Vlad Delamarina | 144,93        | 2604                   | Lugoskisfalu     | Herés, Honoros, Krassóviszák, Újlugoskisfalu, Vecseháza                              |
| Máriafölde       | Teremia Mare           | 89,99         | 4019                   | Máriafölde       | Nyerő, Kisteremia                                                                    |
| Marzsina         | Margina                | 132,81        | 2186                   | Marzsina         | Béganyiresd, Bégaszentes, Bulza, Felsőkastély, Kiskossó , Marosgórós, Nemcse, Zorány |
| Máslak           | Mașloc                 | 72,06         | 2285                   | Máslak           | Németremete, Temesillésd                                                             |
| Nadrág           | Nădrag                 | 132,50        | 2836                   | Nadrág           | Alsógörbed                                                                           |
| Nagycsanád       | Cenad                  | n.a.          | 4207                   | Nagycsanád       | -                                                                                    |
| Nagyjécsa        | Iecea Mare             | 35,31         | 2231                   | Nagyjécsa        | -                                                                                    |
| Nagykomlós       | Comloșu Mare           | 101,42        | 4737                   | Nagykomlós       | Kiskomlós, Kunszőllős                                                                |
| Nagykőcse        | Checea                 | 57,08         | 1838                   | Nagykőcse        | -                                                                                    |
| Nagykövéres      | Chevereșu Mare         | n.a.          | 2272                   | Nagykövéres      | Temesfalva , Temesvukovár                                                            |
| Nagyősz          | Tomnatic               | 35,38         | 3144                   | Nagyősz          | -                                                                                    |
| Nagyszentpéter   | Sânpetru Mare          | 101,59        | 3145                   | Nagyszentpéter   | Egres                                                                                |
| Nagytopoly       | Topolovățu Mare        | n.a.          | 2574                   | Nagytopoly       | Iktár-Budinc, Kistopoly, Sustra, Temeskirályfalva, Újjózseffalva                     |
| Nagyzsám         | Jamu Mare              | 207,12        | 2971                   | Nagyzsám         | Ermény, Ferendia, Klopódia, Lacunás                                                  |
| Niczkyfalva      | Nițchidorf             | 67,50         | 1523                   | Niczkyfalva      | Balázsd, Temesdoboz                                                                  |
| Óbéba            | Beba Veche             | n.a.          | 1539                   | Óbéba            | Pusztakeresztúr, Porgány                                                             |
| Óbesenyő         | Dudeștii Vechi         | 190,62        | 4203                   | Óbesenyő         | Bolgártelep, Keglevichháza                                                           |
| Orczyfalva       | Orțișoara              | 143,23        | 4190                   | Orczyfalva       | Mezőzsadány, Temeskalácsa, Temesszécsény                                             |
| Ótelek           | Otelec                 | 83,14         | 1499                   | Ótelek           | Jánosfölde                                                                           |
| Parác            | Parța                  | 61,37         | 2172                   | Parác            | -                                                                                    |
| Perjámos         | Periam                 | 64,47         | 4505                   | Perjámos         | -                                                                                    |
| Pészak           | Pesac                  | 34,17         | 1990                   | Pészak           | -                                                                                    |
| Rakovica         | Racovița               | 72,35         | 3168                   | Rakovica         | Drágonyfalva, Feketeér, Hattyas, Keped, Szirbova                                     |
| Rigósfürdő       | Bogda                  | 78,67         | 460                    | Rigósfürdő       | Charlottenburg, Buzád, Bükkhegy, Kisrékas, Temeskomját                               |
| Sándorháza       | Șandra                 | 57,35         | 2882                   | Sándorháza       | Újhely                                                                               |
| Sárafalva        | Saravale               | n.a.          | 2628                   | Sárafalva        | -                                                                                    |
| Szakálháza       | Săcălaz                | 119,49        | 7204                   | Szakálháza       | Berekszó, Berekszónémeti                                                             |
| Szentandrás      | Sânandrei              | 92,39         | 5717                   | Szentandrás      | Mercyfalva, Temeskovácsi                                                             |
| Széphely         | Jebel                  | 73,00         | 3584                   | Széphely         | -                                                                                    |
| Temesfüves       | Fibiș                  | n.a.          | 1590                   | Temesfüves       | -                                                                                    |
| Temesgyarmat     | Giarmata               | 72,99         | 6502                   | Temesgyarmat     | Csernegyház                                                                          |
| Temeskenéz       | Satchinez              | 110,91        | 4743                   | Temeskenéz       | Baracháza, Hodony                                                                    |
| Temesliget       | Pădureni               | 53,30         | 1938                   | Temesliget       | -                                                                                    |
| Temesmóra        | Moravița               | 86,15         | 2289                   | Temesmóra        | Alsósztamora, Dézsánfalva, Kisgáj                                                    |
| Temesremete      | Remetea Mare           | 89,93         | 2302                   | Temesremete      | Temesjenő                                                                            |
| Temesság         | Șag                    | 38,09         | 3009                   | Temesság         | -                                                                                    |
| Temesszékás      | Secaș                  | 50,06         | 299                    | Temesszékás      | Krimárvára, Lippakékes, Vizma                                                        |
| Tolvád           | Livezile               | 55,79         | 1566                   | Tolvád           | Dóc                                                                                  |
| Tomest           | Tomești                | 140,94        | 2093                   | Tomest           | Balosest, Bégalankás, Felsőbégalankás, Rumunyest , Tamásdi üveggyár                  |
| Torontálgyülvész | Giulvăz                | 100,00        | 3075                   | Torontálgyülvész | Belsőmajor, Ivánd, Rudna                                                             |
| Törökszákos      | Sacoșu Turcesc         | 124,00        | 3307                   | Törökszákos      | Felsősztamora, Iklód, Ötvösd, Temesberény , Temesújlak, Temesújnép                   |
| Újbesenyő        | Dudeștii Noi           | n.a.          | 3179                   | Újbesenyő        | -                                                                                    |
| Újmosnica        | Moșnița Nouă           | 66,37         | 6203                   | Újmosnica        | Bródpuszta, Magyarmedves, Mosnica, Ruzicskatelep                                     |
| Újpécs           | Peciu Nou              | 123,64        | 4982                   | Újpécs           | Szerbszentmárton, Torontáldinnyés                                                    |
| Újszentes        | Dumbrăvița             | 18,98         | 7522                   | Újszentes        | -                                                                                    |
| Újvár            | Uivar                  | 108,16        | 2453                   | Újvár            | Aurélháza, Magyarszentmárton, Öregfalu                                               |
| Valkány          | Vălcani                | n.a.          | 1350                   | Valkány          | -                                                                                    |
| Varjas           | Variaș                 | 111,67        | 5682                   | Varjas           | Kétfél, Kisszentpéter                                                                |
| Végvár           | Tormac                 | 144,01        | 2714                   | Végvár           | Kádár, Sebed                                                                         |
| Vejte            | Voiteg                 | n.a.          | 2437                   | Vejte            | Fólya                                                                                |